# سرخ خونی

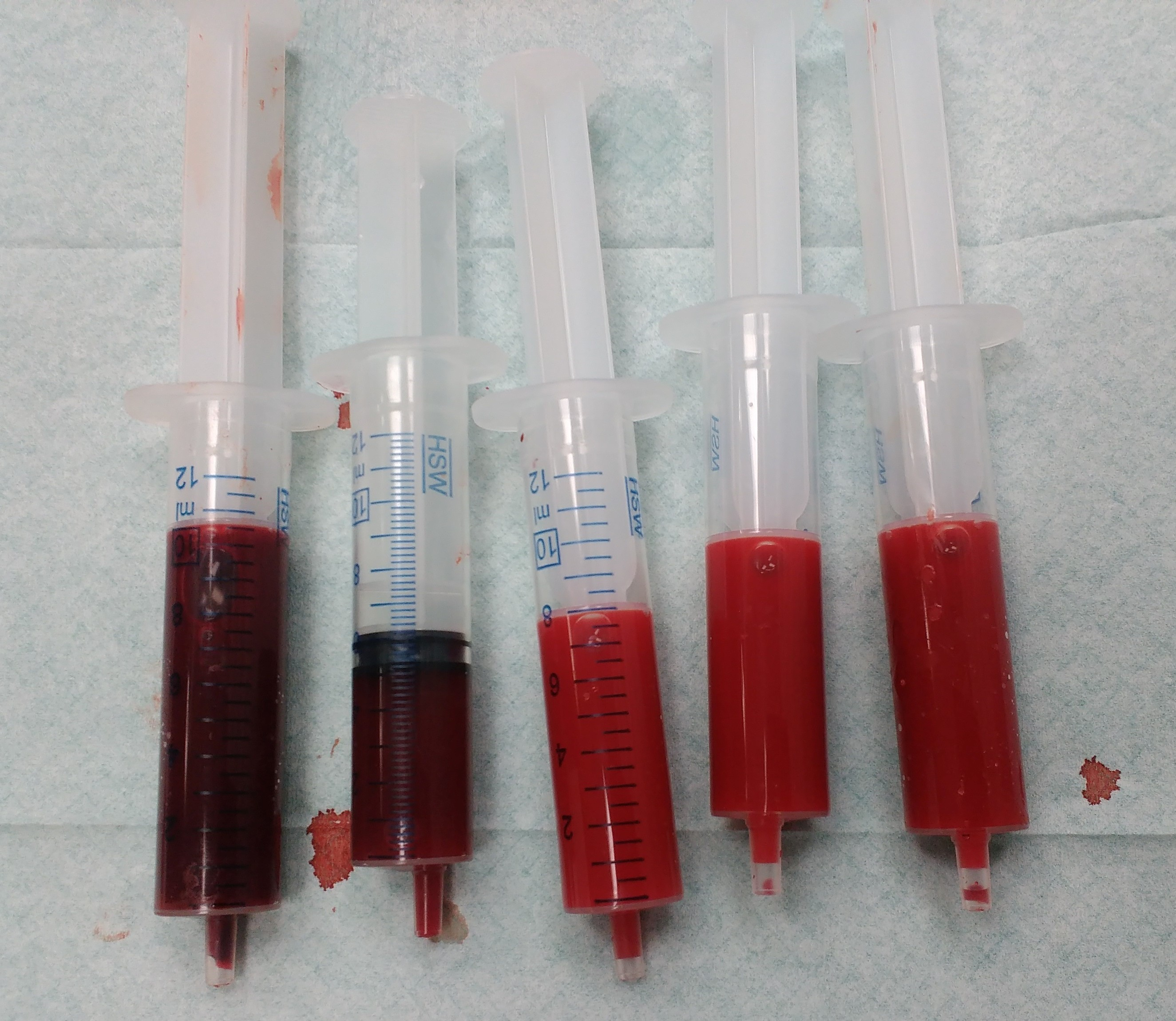
سرخ خونی

رنگ سرخ خونی سایهٔ تیره‌ای از رنگ سرخ است که شبیه رنگ خون انسان است (که از گلبول‌های قرمز اکسیژن‌دار، گلبول‌های سفید و پلاسمای خون زرد تشکیل شده‌است). این آهن موجود در هموگلوبین است که به‌طور خاص به خون رنگ قرمز می‌دهد. رنگ واقعی بسته به میزان اکسیژن خون از زرشکی تا قهوه‌ای تیره متغیر است و ممکن است کمی رنگ نارنجی داشته باشد. خون بدون اکسیژن، که نزدیک‌تر به سطح بدن گردش می‌کند و بنابراین معمولاً بیشتر از خون اکسیژن‌دار دیده می‌شود، از سیاهرگ‌های بدن در حالت قرمز تیره خارج می‌شود، اما با قرار گرفتن در معرض هوا به سرعت اکسیژن می‌گیرد و سایه روشن‌تری از قرمز به خود می‌گیرد. این اتفاق با حجم‌های کوچک‌تر خون مانند سوزن سوزن و با سرعت کمتری در اثر بریدگی‌ها یا سوراخ‌هایی که باعث جریان خون بیشتر می‌شوند مانند سوراخ در سیاهرگ برجسته اتفاق می‌افتد: تمام خون جمع‌آوری‌شده در طول عمل فلبوتومی، خون بدون اکسیژن است و معمولاً این‌طور نیست. این شانس را دارند که پس از خروج از بدن، اکسیژن دریافت کنند. خون شریانی، که از قبل اکسیژن‌دار شده‌است، رنگ قرمز روشن‌تری دارد - این خونی است که از گردن ضربان‌دار، بازو یا پا مشاهده می‌شود و با قرار گرفتن در معرض هوا تغییر رنگ نمی‌کند؛ بنابراین، رنگ «قرمز خون» هر دو حالت را می‌پوشاند: رنگ تیره‌تر بدون اکسیژن و رنگ روشن‌تر اکسیژن‌دار. همچنین، خون خشک‌شده اغلب دارای کیفیت تیره‌تر و زنگ‌زده‌تر است: تمام خون‌های خشک‌شده اکسیژنه شده و سپس خشک شده‌اند و باعث می‌شوند که سلول‌های درون آن بمیرند. این خون اغلب تیره‌تر از رنگ قرمز است که در خون تازه دیده می‌شود.